# Fakhraddin Manafov
Fakhraddin Manafov (República Socialista Soviética de Azerbaiyán, 2 de agosto de 1955; Fəxrəddin Manafov en azerí) es actor de teatro y de cine de Azerbaiyán, el Artista del pueblo de la República de Azerbaiyán (2000).

## Biografía
Fakhraddin Manafov nació el 2 de agosto de 1955 en Xankəndi. En 1971-1974 trabajó como proyeccionista, en 1976-1978 como actor en el teatro educativo. En 1975-1980 estudió en la Universidad Estatal de Cultura y Arte de Azerbaiyán. Desde 1977 protagonizó las películas de la compañía de producción de cine, Azerbaijanfilm y también en Uzbekfilm y en Rusia.
Fakhraddin Manafov es el actor del Teatro Estatal Ruso de Drama de Azerbaiyán. En 2000 se ha galardonado con el título de “Artista del pueblo de la República de Azerbaiyán”.

## Premios y títulos
- Artista de Honor de la RSS de Azerbaiyán (1987)
- Artista del pueblo de la República de Azerbaiyán (2000)

## Filmografía
- 1977 – “Cree su deseo”
- 1981 – “La vida de Uzeyir”
- 1982 – “Los ancianos, los ancianos...”
- 1982 – “Los caminos de la vida”
- 1984 – “El parque”
- 1986 – “Cuatro días de abril”
- 1987 – “La otra vida”
- 1989 – “Perdoname, si muero”
- 1991 – “Siete días después de asesinato”
- 1992 – “Ayer, hoy, mañana”
- 1993 – “Tahmina”
- 1998 – “La habitación de hotel”
- 2002 – “Drongo”
- 2013 – “Mahmud y Maryam”
- 2016 – “Ali y Nino”,[3] etc.